# Compsibidion callispilum
Compsibidion callispilum là một loài bọ cánh cứng trong họ Cerambycidae.